# Коста Ламбрев
Костадин (Коста) Ламбрев Динев е български дипломат, журналист, комунистически деец.

## Биография
Роден е на 10 септември 1911 година в костурското село Дреновени, тогава в Османската империя, днес Кранионас, Гърция. Баща му е участник в Илинденското въстание, по време на което къщата му е изгорена.
През 1925 г. Ламбрев е изпратен от родителите си в България, за да учи. Завършва средното си образование в Търговската гимназия в Бургас през учебната 1931/32 година. Следва в Свободния университет в София (днес УНСС), но не го завършва поради липса на средства за издръжка.
През 1936 г. е извикан от ЦК на БКП в София да редактира седмичния вестник „Македонски вести“ – легално издание на Вътрешната македонска революционна организация (обединена), спрян по-късно от полицията. През септември 1936 г. е делегат на Първия световен конгрес на мира в Брюксел.
През 1937 г., след реорганизацията на ВМРО (обединена), се завръща в Пловдив и работи последователно като застраховател при дружество „Български феникс“, касиер-счетоводител в кооперацията в село Белозем и в Районния кооперативен съюз в Пловдив. Възложено му е и редактира няколко легални вестници на БКП: „Победа“, „Южна зора“ (април – юли 1937 г.), „Трибуна“, които скоро са спрени от полицията.
Участва в комунистическата съпротива в годините на Втората световна война. На 20 май 1942 г. е арестуван по провала на Окръжния комитет на БКП, в който завежда партийното разузнаване. Към края на същата година участва в основаването на първия нелегален Областен комитет на Отечествения фронт в Пловдив, в който завежда агитацията и пропагандата.
На 21 февруари 1943 г. отново е арестуван и е интерниран в концлагера Кръстополе, Ксантийско. След освобождаването му през ноември 1943 година се включва отново в партийната, отечественофронтовска и военна работа като член и началник на военното разузнаване при щаба на II ВОЗ.
През пролетта на 1944 г. по решение на Окръжния комитет на партията става партизанин, а от 15 юли е началник-щаб на Първа средногорска бригада „Христо Ботев“, завеждащ агитацията и пропагандата, отговорен редактор на бригадния вестник „Народен глас“. Партизанският му псевдоним е Камен. Участва във всичко по-големи бойни и политически акции на бригадата.
След Деветосептемврийския преврат в 1944 г. е избран на първата областна партийна конференция в Пловдив за член на бюрото на комитета ката секретар по агитация и пропаганда. По-късно, като член на Окръжния комитет на партията и на Областния комитет на ОФ, заема по съвместителство длъжностите областен инспектор по пропагандата и изкуствата, главен редактор на вестник „Отечествен глас“ (1946 – 1949), председател на Клуба на културните дейци и други.
Преминава на дипломатическа работа. През 1949 – 1950 година е аташе по печата с ранг на първи секретар в Турция. След завръщането си работи в Министерството на външните работи. От 1952 г. е редактор във вестник „Отечествен фронт“.
Връща се към дипломацията като временно управляващ (26 юни 1954 – 9 април 1959) и управляващ (до 7 декември 1962) българската дипломатическа легация в Атина. През 1956 година поради решението за отзоваване на сътрудник на разузнаването Ламбрев е в конфликт с ръководителя на резидентурата в Гърция Стоян Савов, който в края на годината е отзован. В 1960 година води успешните преговори за установяване на дипломатически отношения между България и Кипър.
Пълномощен министър е в Египет и Мали. Посланик в Бамако, Мали (1965 – 1970), по-късно по съвместителство (със седалище в Бамако) акредитиран и в Нуакшот, Мавритания (1967 – 1970).
След пенсионирането си работи на обществени начала: член на Националния комитет за защита на мира, Балканския комитет за разбирателство и сътрудничество, Българо-гръцкото дружество за приятелство, лектор при Ленинския районен комитет на Борците против фашизма и капитализма, заместник-председател на Дружеството на извънщатните журналисти при СБЖ. Пише в редица вестници и списания главно по международни въпроси, както и за комунистическата въоръжена борба във Втора въстаническа зона (Пловдив).
Удостоен е с правителствени награди и отличия: ордени: „За народна свобода 1941 – 1944 г.“ I степен; „9 септември 1944 г.“ I степен; „Народна република България“ II степен (1971); „Георги Димитров“ (1981).
Негов личен архивен фонд се съхранява в Държавна агенция „Архиви“.

## Съчинения
- „Македонският въпрос и балканското единство“ Пловдив, 1938 (Пловдив: Отец Паисий), 48 с.
- Същност и задачи на Народнодемократическата власт: Лекция, държана на партийния курс по текущи въпроси в гр. Пловдив на 20 ноември 1944 г. Пловдив: Обл. к-т на БРП [к], 1944. 16 с.
- Народен глас: Орган на народоосвободителното движение – нелегално издание на партизанския отред „Христо Ботев“. Пловдив: Агитпроп на ОФ, 1944, 124 с.
- Средногорски партизанин. София: 1948, 1949, 1952, 1954 г., 439 с.
- „Тито-Колишевската банда – зъл враг на македонския народ.“ София: БКП, 1952, 66 с.
- Партизанският командир Морозов: Биогр. повест. София: Нар. младеж, 1953, 90 с.
- Балкански паралели: Мисли и записки на дипломата [1949 – 1961]. София: Партиздат, 1973, 232 с.
- Балканите под ведро небе: [Полит. очерк]. София: Партиздат, 1973, 109 с.
- Пловдив в огъня на революцията: [Спомени]. Пловдив: Хр. Г. Данов, 1985, 432 с.